# Frank Mobley
Frank Mobley (né le 21 novembre 1868 à Birmingham dans les Midlands de l'Ouest et mort le 9 février 1956) est un joueur de football anglais qui évoluait au poste d'attaquant.

## Palmarès
Small Heath
- Championnat d'Angleterre D2 (1) :
  - Champion : 1892-93.
  - Meilleur buteur : 1893-94 (23 buts).